# Sodomania
Albums de Sodom
Better Off Dead
(1990) Tapping the Vein
(1992)
Sodomania est une compilation du groupe de thrash metal allemand Sodom qui est sortie uniquement au Japon.

## Liste des morceaux
| No  | Titre                            | Durée |
| --- | -------------------------------- | ----- |
| 1.  | Intro                            | 1:54  |
| 2.  | Deathlike Silence                | 5:05  |
| 3.  | Proselytism Real                 | 3:32  |
| 4.  | Intro                            | 0:54  |
| 5.  | Outbreak of Evil                 | 4:31  |
| 6.  | Nuclear Winter                   | 5:25  |
| 7.  | Iron Fist (Reprise de Motörhead) | 2:47  |
| 8.  | My Atonement                     | 6:02  |
| 9.  | Persecution Mania (Live)         | 4:43  |
| 10. | Enchanted Land (Live)            | 4:09  |
| 11. | Christ Passion (Live)            | 6:29  |
| 12. | Agent Orange                     | 6:03  |
| 13. | Incest                           | 4:40  |
| 14. | Magic Dragon                     | 5:58  |
| 15. | Ausgebombt                       | 3:06  |
| 16. | The Saw Is the Law               | 4:11  |
| 17. | Turn Your Head Around            | 3:21  |
| 18. | Tarred and Feathered             | 3:02  |